# Urso de Rávena
Urso (en latín Ursus) (Sicilia, s. IV - Rávena, 13 de abril 425) fue un obispo italiano, venerado como santo por la Iglesia católica, cuya memoria litúrgica se celebra el 13 de abril.

## Hagiografía

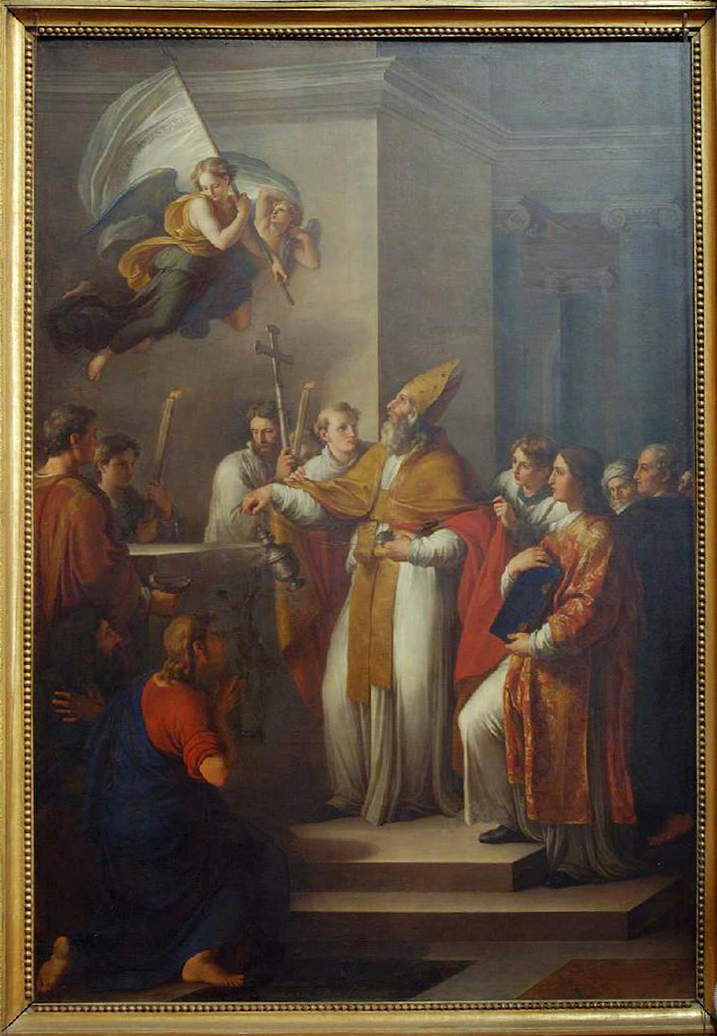
Vincenzo Camuccini, San Orso consagra la catedral de Rávena (hacia 1800-1821)

### Etimología
Su nombre viene del latín Ursus que literalmente traduce "Oso".

### Orígenes
Nacido en el siglo IV, una tradición afirma que Urso era hijo de una prominente familia de nobles sicilianos. Su padre, siendo de creencias no cristianas, se opuso con violencia a la conversión de su hijo, motivo por el cual, Urso huyó a Rávena, donde sería obispo después.

### Episcopado
Urso fue elegido obispo de Classe. Posteriormente trasladó su sede a Rávena, donde fue obispo desde el 402, hasta su muerte.
Sucedió en la sede a Liberio III. El motivo del traslado de la sede episcopal que ocupaba, fue porque por motivos de seguridad y estrategia militar, el emperador Honorio trasladó la sede de Roma a Rávena.
Entre sus obras destacadas fue recuperar la celebración de las vidas de los santos, que ya se había perdido en la región, así como la construcción de un templo, que se llamó "Basílica Ursina" y que dedicó a la Resurrección de Jesús, un día de Pascua.
Se sabe que fue sucedido por Pedro Crisólogo, por lo que la fecha de su regencia coincide con los datos recogidos de su vida.
Falleció en Rávena en el 425, de causas naturales